# Lyrica Okano

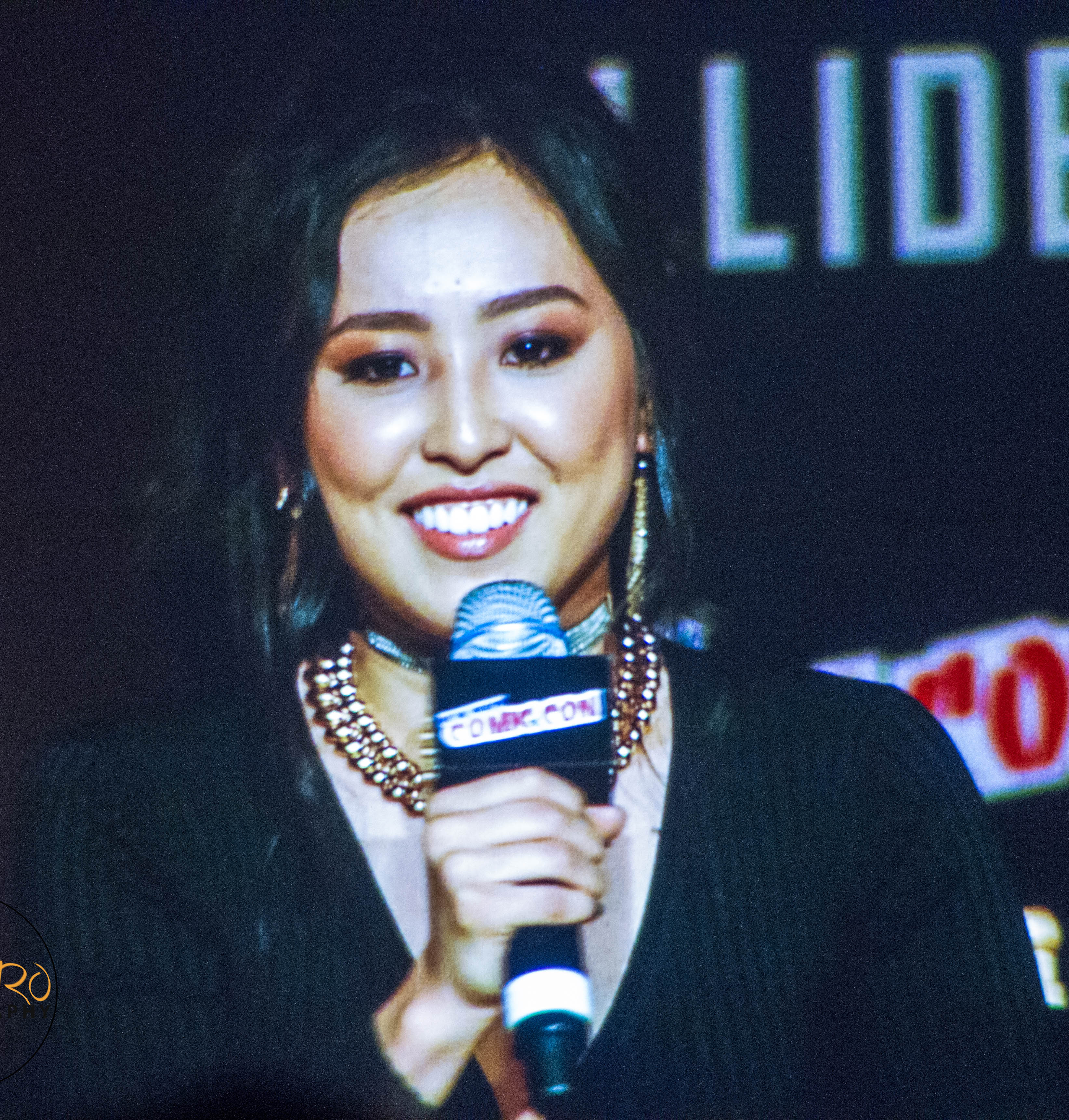
Lyrica Okano (2017)

Lyrica Okano (* 9.11.1994, New York City) ist eine US-amerikanische Schauspielerin. Bekanntheit erlangte sie durch ihre Rolle als Nico Minoru in der Hulu-Serie Marvel’s Runaways. Sie ist laut Google 1,57 Meter groß.
Die Frau war schon als Kind an Gymnastik interessiert, war Mitglied der US-Nationalmannschaft und bewarb sich für die Olympischen Spiele.

## Filmografie (Auswahl)
- 2015: The Affair (Fernsehserie, 2 Folgen)
- 2017–2019: Marvel’s Runaways (Fernsehserie)
- 2018: Magnum P.I. (Fernsehserie, 1 Folge)
- 2019: Blue Bloods – Crime Scene New York (Fernsehserie, 1 Folge)
- 2019: The Enemy Within (Fernsehserie, 1 Folge)
- 2022: Press Play And Love Again (Press Play)